# Juan Carlos Muñiz
Juan Carlos Muñiz (1984 – 4. März 2022) war ein mexikanischer Journalist, der für die Website Testigo Minero Verbrechen aufgedeckt hat. Er war der siebte Journalist, der 2022 in Mexiko ermordet wurde.

## Biographie
Muñiz studierte Journalismus an der Autonomous University of Fresnillo. Er war ein Kriminalschriftsteller, der auf dem Weg nach Hause in einem Taxi dafür erschossen wurde, dass er über ein aktuelles Verbrechen in Fresnillo berichtet hatte. Sein Tod schockierte die Bevölkerung des mexikanischen Bundesstaates Zacatecas, außerdem mobilisierte sein Tod Leute zu Protesten.